# Michaił Gołubiatnikow
Michaił Daniłowicz Gołubiatnikow (ros. Михаил Данилович Голубятников, ur. 1897 w Starobielsku, zm. 25 października 1937 w Kijowie) – polityk Ukraińskiej SRR.

## Życiorys
W 1920 został członkiem RKP(b), w 1926 był przewodniczącym Komitetu Wykonawczego Tulczyńskiej Rady Okręgowej, w 1928 członkiem Kolegium Ludowego Komisariatu Finansów Ukraińskiej SRR, a 1929-1930 przewodniczącym Komitetu Wykonawczego Zinowjewskiej Rady Okręgowej. W październiku 1932 został przewodniczącym Komitetu Organizacyjnego Prezydium Wszechukraińskiego Centralnego Komitetu Wykonawczego na obwód czernihowski, potem do 1934 był przewodniczącym Komitetu Wykonawczego Czernihowskiej Rady Obwodowej, od 23 stycznia 1934 do 30 sierpnia 1937 zastępcą członka KC KP(b)U, od 16 października 1934 zastępcą ludowego komisarza rolnictwa Ukraińskiej SRR, potem do sierpnia 1937 ludowym komisarzem gospodarki komunalnej Ukraińskiej SRR. 1 sierpnia 1938 został aresztowany, następnie rozstrzelany podczas wielkiego terroru.